# Bears Ears
Les Bears Ears (« Oreilles d'ours » en anglais) sont deux buttes culminant à 2 764 mètres d'altitude dans le comté de San Juan, en Utah, dans l'ouest des États-Unis. L'espace dans lequel elles sont comprises abrite plusieurs éléments géomorphologiques et civilisationnels remarquables tels que des arches naturelles ou des habitations de briques vieilles de plus de 1 000 ans.

## Histoire
Les Bears Ears sont considérées comme sacrées par les tribus nord-amérindiennes locales. Le projet de protection, porté par une coalition de tribus (Navajos, Hopis, Zuñis, Utes), fut présenté aux représentants fédéraux Rob Bishop et Jason Chaffetz qui ont proposé une loi, depuis adoptée par le Congrès, protégeant une partie de la zone. En 2016, Sally Jewell annonce une visite personnelle des parties non protégées des Bears Ears pour faire un compte-rendu au président Barack Obama de la situation sur place. Elle a par ailleurs affirmé que ce dernier prendrait la décision de classer ou non l'ensemble du lieu comme monument national avant de quitter la Maison-Blanche. Le projet de 770 000 hectares réunirait sous un même monument national, Cedar Mesa, Indian Creek, le canyon blanc, les montagnes Abajo, Comb Ridge, la vallée des Dieux et la confluence du Colorado à San Juan pour mettre fin à l'éparpillement des protections fédérales dans l'État.
Le 28 décembre 2016 est créé le Bears Ears National Monument.
Le président Donald Trump ouvre à partir de février 2020 Bears Ears à l'exploitation minière et au forage. La taille de sa zone protégée est réduite de 85 %.